# Westerly
Westerly é uma vila localizada no estado americano de Rhode Island, no condado de Washington. Foi fundada em 1661 e incorporada em 1669.

## Geografia
De acordo com o United States Census Bureau, a vila tem uma área de 193,1 km², onde 76,5 km² estão cobertos por terra e 116,7 km² por água.

## Demografia
Segundo o censo nacional de 2010, a sua população é de 22 787 habitantes e sua densidade populacional é de 298,04 hab/km². Possui 12 320 residências, que resulta em uma densidade de 161,14 residências/km².